# Jombang (Ngombol)
Jombang is een bestuurslaag in het regentschap Purworejo van de provincie Midden-Java, Indonesië. Jombang telt 587 inwoners (volkstelling 2010).